# جرج فورمن
جورج ادوارد فورمن انگلیسی: George Edward Foreman؛ ۱۰ ژانویهٔ ۱۹۴۹ – ۲۱ مارس ۲۰۲۵) بوکسور آمریکایی بود. او دو بار به جایگاه قهرمانی جهان در ردهٔ سنگین‌وزن رسید.
جورج فورمن در ۴۵ سالگی مایکل مورر ۲۶ ساله را شکست داد و با این کار مسن‌ترین فردی شد که تاکنون به مقام قهرمانی سنگین‌وزن جهان رسیده است. فورمن برای آخرین‌بار ۲۰ سال پیش از پیکار خود با مایکل مورر به این مقام دست یافته‌بود. مجلهٔ رینگ، فورمن را در میان ۲۵ مشت‌زن برتر جهان یاد کرده است.
جرج فورمن که با لقب «جرج بزرگ» شناخته می‌شد، یک تاجر موفق و در عین حال یک کشیش رسمی بود و کلیسای ویژهٔ خود را داشت.
در سال ۱۹۷۴ محمد علی کلی فورمن را در ۸ راند شکست داد.
در واقع در همه طول عمر ورزشی جورج فورمن، تنها کسی که موفق به شکست او به‌وسیلهٔ ناک‌اوت کردن شد، محمد علی بود. حتی در دوران بازگشت فورمن در میان سالی نیز هیچ‌کس موفق نشد با ناک‌اوت بر او پیروز شود.
جورج فورمن نخستین‌بار برای کسب عنوان قهرمانی در یک نمایش کاملاً مقتدرانه، جو فریزر افسانه‌ای را در ۲ راند شش بار نقش زمین کرده و نهایتاً او را ناک‌اوت کرد.
از او به عنوان یکی از دارندگان سنگین‌ترین ضربات بوکس حرفه‌ای یاد می‌شود.
جورج فورمن برای ۱۲ سال تحلیلگر مسابقات بوکس شبکه اچ‌بی‌او تا سال ۲۰۰۴ بود. در خارج از دنیای بوکس، او یک کارآفرین موفق بود و به خاطر تبلیغ دستگاه گریل جورج فورمن که موفق به فروش بیش از ۱۰۰ میلیون عدد از آن در سراسر جهان شد، شناخته می‌شد. او در سال ۱۹۹۹ حق امتیاز اسم این دستگاه گریل را به مبلغ ۱۳۸ میلیون دلار فروخت.

## اوایل زندگی و حرفه آماتور
جورج فورمن در ۱۰ ژانویه ۱۹۴۹ در مارشال تگزاس زاده و در هیوستون، تگزاس با شش خواهر و برادر بزرگ شد. گرچه وی توسط جی.دی. فورمن که مادرش هنگام کودکی جورج با او ازدواج کرده بود بزرگ شد، اما پدر بیولوژیک وی لروی مورهد بود. جورج با پذیرش این شرایط خانوادگی، جوانی مشکل آفرین بود. وی در پانزده سالگی از مدرسه خارج شد و به سرقت خیابانی روی آورد. سپس وقت خود را به عنوان یک کوزه‌گر گذراند.
فورمن در سن شانزده سالگی دچار تحولات قلبی شد و پس از دیدن تبلیغاتی برای ارتش در تلویزیون مادر خود را متقاعد کرد که او را برای کار در ارتش ثبت نام کند. پس از مدتی کار در ارتش، فورمن به نجاری و بنایی علاقه‌مند شد و در این زمینه آموزش دید. وی پس از نقل مکان به پلیسانتون، کالیفرنیا، با کمک یک سرپرست، شروع به آموزش بوکس کرد. فورمن به فوتبال علاقه‌مند بود و جیم براون را پرستش می‌کرد، اما به بوکس روی آورد.

## دوره حرفه‌ای
فورمن در سال ۱۹۶۹ در شهر نیویورک دونالد والهایم را در راند سوم ناک‌اوت کرد و وارد بوکس حرفه‌ای شد. او در آن سال ۱۳ مبارزه داشت و برنده همه آنها شد( ۱۱ برد با ناک‌اوت).
در سال ۱۹۷۰ فورمن مسیر خود را به سمت قهرمانی در رده سنگین‌وزن ادامه داد و در ۱۲ دوره مسابقه خود (۱۱ پیروزی با ناک‌اوت) همه را پیروز شد. در میان حریفانی که از او شکست خوردند، گرگوریو پرالتا بود که در مادیسون اسکوئر گاردن اتفاق افتاد. فورمن سپس با ناک‌اوت فنی (TKO) جورج چوالو را شکست داد. پس از این برد، فورمن در چهار راند چارلی پولیت (Charlie Polite) و در سه راند بوون کرکمن (Boone Kirkman) را شکست داد. پرالتا و چوالو اولین بردهای فورمن در سطح جهانی بودند. پرالتا در ژانویه ۱۹۷۰ طبق رده‌بندی مجله رینگ نفر شماره ۱۰ سنگین‌وزن جهان بود. در حالی که چوالو در شماره مارس ۱۹۷۱ این مجله شماره ۷ جهان بود.
در سال ۱۹۷۱ فورمن در هفت نبرد دیگر پیروز شد. او همه آنها را با ناک‌اوت از جمله بازی برگشت با پرالتا که او را با ناک‌اوت در راند دهم و پایانی در اوکلند، کالیفرنیا شکست داد و برتری مقابل لروی کالدول (Leroy Caldwell) که در راند دوم او را انداخت. جورج پس از کسب رکورد ۳۲–۰ (۲۹ برد با ناک‌اوت) توسط شورای جهانی بوکس و اتحادیه جهانی بوکس به عنوان مدعی شماره یک سنگین‌وزن جهان معرفی شد.

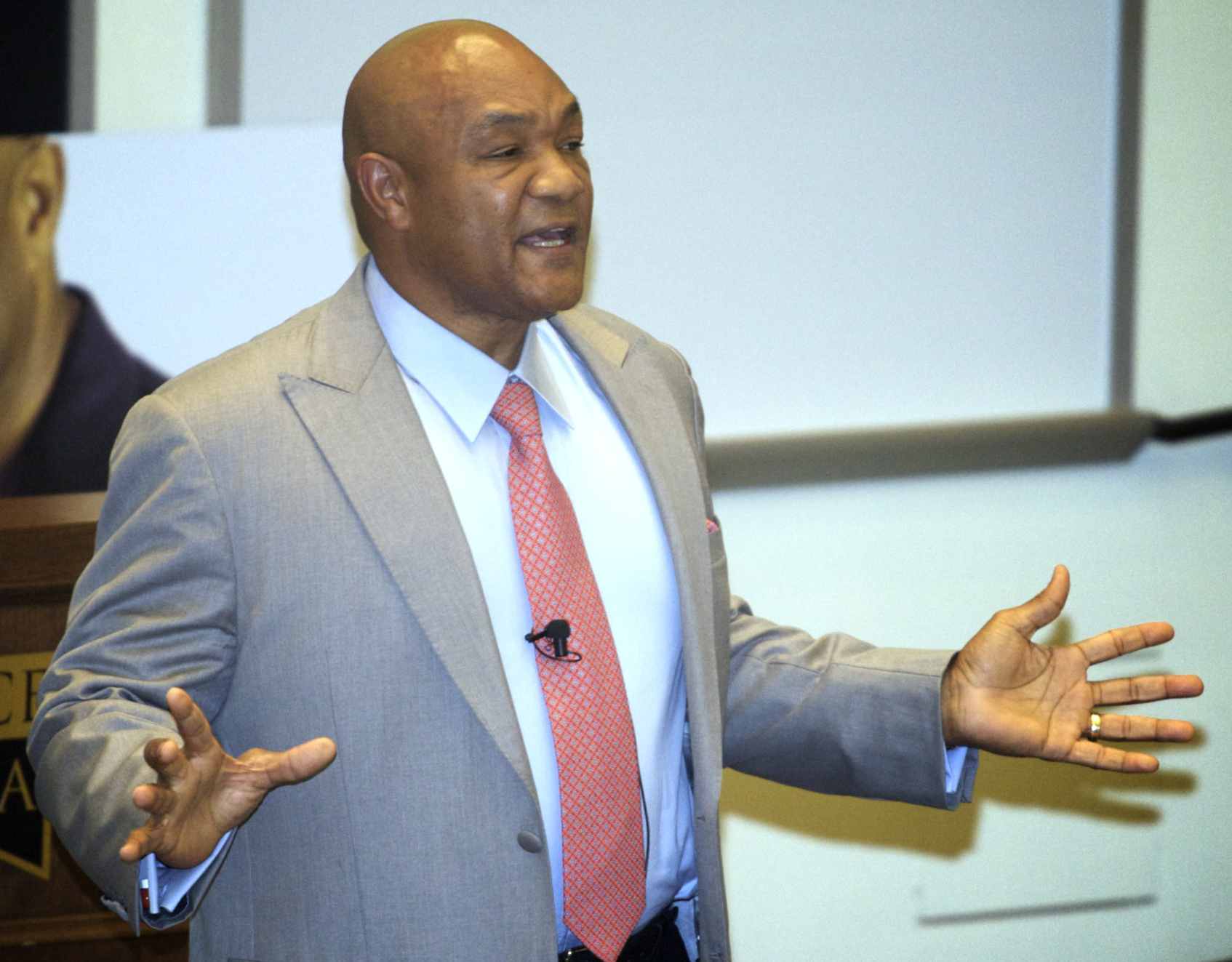
سخنرانی فورمن در هیوستون، تگزاس در سپتامبر ۲۰۰۹

## زندگی شخصی
فورمن در سال ۱۹۸۵ با ماری جوآن مارتلی (Mary Joan Martelly) ازدواج کرد. وی تا آن زمان چهار ازدواج قبلی داشت:  با آدریان کالهون از ۱۹۷۱ تا ۱۹۷۴، سینتیا لوئیس از ۱۹۷۷ تا ۱۹۷۹، شارون گودسون از ۱۹۸۱ تا ۱۹۸۲ و آندره ایسکیت از ۱۹۸۲ تا ۱۹۸۵.
فورمن ۱۲ فرزند، پنج پسر و هفت دختر داشت. پنج پسر وی جورج جونیور، جورج سوم ("راهب")، جورج چهارم ("چرخ بزرگ")، جورج پنجم ("قرمز") و جورج ششم ("جوی کوچک") هستند. فورمن در وبگاه خود توضیح داده بود: «من همه پسرانم را جورج ادوارد فورمن نامگذاری کردم تا آنها همیشه چیز دیگری با هم داشته باشند. من به آنها می‌گویم اگر یکی از ما پیشرفت کند، همه ما با هم پیشرفت می‌کنیم و اگر کسی شکست بخورد، همه ما با هم شکست می‌خوریم.» جورج سوم مانند پدرش، حرفه بوکس و کارآفرینی را دنبال کرده است. جورج چهارم در فصل دوم سریال گریت آمریکایی (American Grit) ظاهر شد.
حاصل ازدواج او با مری جوآن مارتلی، ناتالیا و لئولا هستند. دختران او فریدا و میچی از ازدواج‌های قبلی او بودند. میچی از ازدواج با آدرین کالهون، و دیگر دخترش فریدا (Freeda Foreman) که حاصل ازدواج جداگانه‌ای است یک بوکسور حرفه‌ای با رکورد ۵–۱ بود که در سال ۲۰۰۱ بازنشسته شد و در سال ۲۰۱۹ در ۴۲ سالگی در یک بظاهر خودکشی درگذشت. جورجتا در سال ۲۰۰۹  صاحب دختری به نام ایزابلا براندی لیلجا (فورمن) شد و در سال ۲۰۱۲ کورتنی ایزاک (فورمن) زاده شد. ایزابلا فورمن در سوئد زندگی می‌کند، جایی که از سال ۲۰۱۰ با نام بلانوتلا (BellaNeutella) وبلاگ‌نویسی کرده است.
در سال ۲۰۱۳ جایزه «انسان خوب» (Good Guy) به پاس گرامیداشت حس میهن‌پرستی و خدمت به جامعه جورج فورمن، جایزه لژیون آمریکایی در ۹۵مین کنوانسیون ملی جیمز وی. دِی به او اعطاء شد.

### درگذشت
فورمن در ۲۱ مارس ۲۰۲۵ در سن ۷۶ سالگی درگذشت.

## جایگاه در رده‌بندی‌های معتبر جهانی
- رتبه ۷ در فهرست ۱۰۰ مشت زن بزرگ سنگین‌وزن همه دوران مجلهٔ رینگ پیش از جو فریزر، پس از جک دمپسی.
- رتبه ۱۹ در جدول رتبه‌بندی قهرمانان سنگین‌وزن جهان وبگاه بوکس رک پیش از نیکولای والوئف، پس از باب پاستور.

## کارنامه بوکس حرفه‌ای
| خلاصه بوکس حرفه‌ای |        |        |
| ۸۱ مبارزه         | ۷۶ بُرد | ۵ شکست |
| با ناک‌اوت         | ۶۸     | ۱      |
| با تصمیم داور     | ۸      | ۴      |

| شماره | نتیجه | رکورد | حریف                | ثبت | راند، زمان    | تاریخ           | سن              | محل                                                                        | توضیح                                                              |
| ----- | ----- | ----- | ------------------- | --- | ------------- | --------------- | --------------- | -------------------------------------------------------------------------- | ------------------------------------------------------------------ |
| ۸۱    | Loss  | ۷۶–۵  | شانون بریگز         | MD  | ۱۲            | Nov 22, 1997    | ۴۸ سال، ۳۱۶ روز | Etess Arena , Atlantic City, New Jersey, U.S.                              |                                                                    |
| ۸۰    | Win   | ۷۶–۴  | لوو ساوارس          | SD  | ۱۲            | ۲۶ آوریل ۱۹۹۷   | ۴۸ سال، ۱۰۶ روز | Convention Hall, Atlantic City, New Jersey, U.S.                           | Retained WBU heavyweight title                                     |
| ۷۹    | Win   | ۷۵–۴  | کرافورد گریمزلی     | UD  | ۱۲            | ۳ نوامبر ۱۹۹۶   | ۴۷ سال، ۲۹۸ روز | NK Hall, اورایاسو، چیبا, Japan                                             | Retained WBU heavyweight title; Won vacant IBA heavyweight title   |
| ۷۸    | Win   | ۷۴–۴  | آکسل شولتس          | MD  | ۱۲            | Apr 22, 1995    | ۴۶ سال، ۱۰۲ روز | MGM Grand Garden Arena, Paradise, Nevada, U.S.                             | Retained IBF heavyweight title; Won vacant WBU heavyweight title   |
| ۷۷    | Win   | ۷۳–۴  | مایکل مورر          | KO  | 10 (12), ۲:۰۳ | Nov 5, 1994     | ۴۵ سال، ۲۹۹ روز | ام‌جی‌ام گرند گاردن آرنا, Paradise, Nevada, U.S.                             | Won WBA, and IBF heavyweight titles                                |
| ۷۶    | Loss  | ۷۲–۴  | تامی موریسون        | UD  | ۱۲            | Jun 7, 1993     | ۴۴ سال، ۱۴۸ روز | Thomas & Mack Center, Paradise, Nevada, U.S.                               | For vacant WBO heavyweight title                                   |
| ۷۵    | Win   | ۷۲–۳  | پیر کوئتزر          | TKO | 8 (10), ۱:۴۸  | ۱۶ ژانویه ۱۹۹۳  | ۴۴ سال، ۶ روز   | Convention Center, Reno, Nevada, U.S.                                      |                                                                    |
| ۷۴    | Win   | ۷۱–۳  | الکس استوارت        | MD  | ۱۰            | ۱۱ آوریل ۱۹۹۲   | ۴۳ سال، ۹۲ روز  | مرکز توماس و مک, Paradise, Nevada, U.S.                                    |                                                                    |
| ۷۳    | Win   | ۷۰–۳  | Jimmy K. Ellis      | TKO | 3 (10), ۱:۳۶  | ۷ دسامبر ۱۹۹۱   | ۴۲ سال، ۳۳۱ روز | Convention Center, رینو، نوادا, U.S.                                       | Not to be confused with جیمی الیس (بوکسور)                         |
| ۷۲    | Loss  | ۶۹–۳  | ایواندر هالیفیلد    | UD  | ۱۲            | Apr 19, 1991    | ۴۲ سال، ۹۹ روز  | Convention Hall, Atlantic City, New Jersey, U.S.                           | For WBA, WBC, and IBF heavyweight titles                           |
| ۷۱    | Win   | ۶۹–۲  | Terry Anderson      | KO  | 1 (10), ۲:۵۹  | ۲۵ سپتامبر ۱۹۹۰ | ۴۱ سال، ۲۵۸ روز | London Arena, لندن, England                                                |                                                                    |
| ۷۰    | Win   | ۶۸–۲  | Ken Lakusta         | KO  | 3 (10), ۱:۲۴  | Jul 31, 1990    | ۴۱ سال، ۲۰۲ روز | Northlands AgriCom, ادمونتون, Canada                                       |                                                                    |
| ۶۹    | Win   | ۶۷–۲  | آدیلسون رودریگوئز   | KO  | 2 (10), ۲:۳۹  | Jun 16, 1990    | ۴۱ سال، ۱۵۷ روز | Caesars Palace, Paradise, Nevada, U.S.                                     |                                                                    |
| ۶۸    | Win   | ۶۶–۲  | Mike Jameson        | TKO | 4 (10), ۲:۱۶  | ۱۷ آوریل ۱۹۹۰   | ۴۱ سال، ۹۷ روز  | Caesars Tahoe , استیت‌لاین، نوادا, U.S.                                     |                                                                    |
| ۶۷    | Win   | ۶۵–۲  | گری کانی            | KO  | 2 (10), ۱:۵۷  | Jan 15, 1990    | ۴۱ سال، ۵ روز   | Convention Hall, Atlantic City, New Jersey, U.S.                           |                                                                    |
| ۶۶    | Win   | ۶۴–۲  | Everett Martin      | UD  | ۱۰            | Jul 20, 1989    | ۴۰ سال، ۱۹۱ روز | Convention Center, توسان (آریزونا), U.S.                                   |                                                                    |
| ۶۵    | Win   | ۶۳–۲  | برت کوپر            | RTD | 2 (10), ۳:۰۰  | ۱ ژوئن ۱۹۸۹     | ۴۰ سال، ۱۴۲ روز | Pride Pavilion, فینیکس (آریزونا), U.S.                                     |                                                                    |
| ۶۴    | Win   | ۶۲–۲  | جی. بی. ویلیامسون   | TKO | 5 (10), ۱:۳۷  | ۳۰ آوریل ۱۹۸۹   | ۴۰ سال، ۱۱۰ روز | Moody Gardens Hotel Spa, گالوستون (تگزاس), U.S.                            |                                                                    |
| ۶۳    | Win   | ۶۱–۲  | Manoel De Almeida   | TKO | 3 (10), ۲:۱۴  | ۱۶ فوریه ۱۹۸۹   | ۴۰ سال، ۳۷ روز  | Atlantis Theater, Orlando, Florida, U.S.                                   |                                                                    |
| ۶۲    | Win   | ۶۰–۲  | مارک یانگ           | TKO | 7 (10), ۱:۴۷  | ۲۶ ژانویه ۱۹۸۹  | ۴۰ سال، ۱۶ روز  | Community War Memorial, راچستر، نیویورک, U.S.                              |                                                                    |
| ۶۱    | Win   | ۵۹–۲  | دیوید جاکو          | TKO | 1 (10), ۲:۰۳  | ۲۸ دسامبر ۱۹۸۸  | ۳۹ سال، ۳۵۳ روز | Casa Royal Banquet Hall, بیکرزفیلد، کالیفرنیا, U.S.                        |                                                                    |
| ۶۰    | Win   | ۵۸–۲  | Tony Fulilangi      | TKO | 2 (10), ۲:۲۶  | ۲۷ اکتبر ۱۹۸۸   | ۳۹ سال، ۲۹۱ روز | Civic Center, مارشال (تگزاس), U.S.                                         |                                                                    |
| ۵۹    | Win   | ۵۷–۲  | Bobby Hitz          | TKO | 1 (10), ۲:۵۹  | ۱۰ سپتامبر ۱۹۸۸ | ۳۹ سال، ۲۴۴ روز | The Palace, آوبرن‌هیلز، میشیگان, U.S.                                       |                                                                    |
| ۵۸    | Win   | ۵۶–۲  | Ladislao Mijangos   | TKO | 2 (10), ۲:۴۲  | ۲۵ اوت ۱۹۸۸     | ۳۹ سال، ۲۲۸ روز | Lee County Civic Center, فورت مایرز، فلوریدا, U.S.                         |                                                                    |
| ۵۷    | Win   | ۵۵–۲  | Carlos Hernández    | TKO | 4 (10), ۱:۳۶  | ۲۶ ژوئن ۱۹۸۸    | ۳۹ سال، ۱۶۸ روز | Tropworld Casino and Entertainment Resort, Atlantic City, New Jersey, U.S. |                                                                    |
| ۵۶    | Win   | ۵۴–۲  | Frank Lux           | TKO | 3 (10), ۲:۰۷  | ۲۱ مه ۱۹۸۸      | ۳۹ سال، ۱۳۲ روز | Sullivan Arena, انکوریج, U.S.                                              |                                                                    |
| ۵۵    | Win   | ۵۳–۲  | دووایت محمد قوی     | TKO | 7 (10), ۱:۵۱  | ۱۹ مارس ۱۹۸۸    | ۳۹ سال، ۶۹ روز  | Caesars Palace, Paradise, Nevada, U.S.                                     |                                                                    |
| ۵۴    | Win   | ۵۲–۲  | Guido Trane         | TKO | 5 (10), ۲:۳۹  | ۵ فوریه ۱۹۸۸    | ۳۹ سال، ۲۶ روز  | سیزرز پالاس, Paradise, Nevada, U.S.                                        |                                                                    |
| ۵۳    | Win   | ۵۱–۲  | Tom Trimm           | KO  | 1 (10), ۰:۴۵  | ۲۳ ژانویه ۱۹۸۸  | ۳۹ سال، ۱۳ روز  | Sheraton Twin Towers, Orlando, Florida, U.S.                               |                                                                    |
| ۵۲    | Win   | ۵۰–۲  | روکی سکورسکی        | TKO | 3 (10), ۲:۴۸  | ۱۸ دسامبر ۱۹۸۷  | ۳۸ سال، ۳۴۲ روز | بالیز لاس وگاس, Paradise, Nevada, U.S.                                     |                                                                    |
| ۵۱    | Win   | ۴۹–۲  | Tim Anderson        | TKO | 4 (10), ۲:۲۳  | ۲۱ نوامبر ۱۹۸۷  | ۳۸ سال، ۳۱۵ روز | Eddie Graham Sports Complex, اورلاندو (فلوریدا), U.S.                      |                                                                    |
| ۵۰    | Win   | ۴۸–۲  | Bobby Crabtree      | TKO | 6 (10)        | ۱۵ سپتامبر ۱۹۸۷ | ۳۸ سال، ۲۴۸ روز | The Hitchin' Post, اسپرینگفیلد، میزوری, U.S.                               |                                                                    |
| ۴۹    | Win   | ۴۷–۲  | Charles Hostetter   | KO  | 3 (10), ۲:۰۱  | Jul 9, 1987     | ۳۸ سال، ۱۸۰ روز | County Coliseum, Oakland, California, U.S.                                 |                                                                    |
| ۴۸    | Win   | ۴۶–۲  | Steve Zouski        | TKO | 4 (10), ۲:۴۷  | ۹ مارس ۱۹۸۷     | ۳۸ سال، ۵۸ روز  | ARCO Arena, ساکرامنتو، کالیفرنیا, U.S.                                     |                                                                    |
| ۴۷    | Loss  | ۴۵–۲  | جیمی یانگ           | UD  | ۱۲            | ۱۷ مارس ۱۹۷۷    | ۲۸ سال، ۶۶ روز  | Roberto Clemente Coliseum, سان خوآن, Puerto Rico                           |                                                                    |
| ۴۶    | Win   | ۴۵–۱  | Pedro Agosto        | TKO | 4 (10), ۲:۳۴  | ۲۲ ژانویه ۱۹۷۷  | ۲۸ سال، ۱۲ روز  | Civic Center, پنساکولا، فلوریدا, U.S.                                      |                                                                    |
| ۴۵    | Win   | ۴۴–۱  | John Dino Denis     | TKO | 4 (10), ۲:۲۵  | ۱۵ اکتبر ۱۹۷۶   | ۲۷ سال، ۲۷۹ روز | Sportatorium, هالیوود، فلوریدا, U.S.                                       |                                                                    |
| ۴۴    | Win   | ۴۳–۱  | اسکات لدوئوکس       | TKO | 3 (10), ۲:۵۸  | ۱۴ اوت ۱۹۷۶     | ۲۷ سال، ۲۱۷ روز | Memorial Auditorium, یوتیکا، نیویورک, U.S.                                 |                                                                    |
| ۴۳    | Win   | ۴۲–۱  | جو فریزر            | TKO | 5 (12), ۲:۲۶  | Jun 15, 1976    | ۲۷ سال، ۱۵۷ روز | Nassau Veterans Memorial Coliseum, Hempstead, New York, U.S.               | Retained NABF heavyweight title                                    |
| ۴۲    | Win   | ۴۱–۱  | رون لیل             | KO  | 5 (12), ۲:۲۸  | ۲۴ ژانویه ۱۹۷۶  | ۲۷ سال، ۱۴ روز  | سیزرز پالاس, پارادایس، نوادا, U.S.                                         | Won vacant NABF heavyweight title                                  |
| ۴۱    | Loss  | ۴۰–۱  | محمد علی کلی        | KO  | 8 (15), ۲:۵۸  | غرش در جنگل     | ۲۵ سال، ۲۹۳ روز | Stade du 20 Mai , کینشاسا, Zaire                                           | Lost WBA, WBC, and The Ring heavyweight titles                     |
| ۴۰    | Win   | ۴۰–۰  | کن نورتون           | TKO | 2 (15), ۲:۰۰  | Mar 26, 1974    | ۲۵ سال، ۷۵ روز  | Poliedro, کاراکاس, Venezuela                                               | Retained WBA, WBC, and The Ring heavyweight titles                 |
| ۳۹    | Win   | ۳۹–۰  | خوزه رومن           | KO  | 1 (15), ۲:۰۰  | Sep 1, 1973     | ۲۴ سال، ۲۳۴ روز | نیپون بودوکان, توکیو, Japan                                                | Retained WBA, WBC, and The Ring heavyweight titles                 |
| ۳۸    | Win   | ۳۸–۰  | جو فریزر            | TKO | 2 (15), ۲:۲۶  | Jan 22, 1973    | ۲۴ سال، ۱۲ روز  | National Stadium, کینگستون (جامائیکا), Jamaica                             | Won WBA, فهرست قهرمانان بوکس جهان, and The Ring heavyweight titles |
| ۳۷    | Win   | ۳۷–۰  | Terry Sorrell       | KO  | 2 (10), ۱:۰۵  | ۱۰ اکتبر ۱۹۷۲   | ۲۳ سال، ۲۷۴ روز | Salt Palace, سالت لیک سیتی, U.S.                                           |                                                                    |
| ۳۶    | Win   | ۳۶–۰  | Miguel Angel Paez   | KO  | 2 (10), ۲:۲۹  | ۱۱ مه ۱۹۷۲      | ۲۳ سال، ۱۲۲ روز | County Coliseum Arena, Oakland, California, U.S.                           | Won Pan American heavyweight title                                 |
| ۳۵    | Win   | ۳۵–۰  | Ted Gullick         | KO  | 2 (10), ۲:۲۸  | ۱۰ آوریل ۱۹۷۲   | ۲۳ سال، ۹۱ روز  | The Forum, Inglewood, California, U.S.                                     |                                                                    |
| ۳۴    | Win   | ۳۴–۰  | Clarence Boone      | KO  | 2 (10), ۲:۵۵  | ۷ مارس ۱۹۷۲     | ۲۳ سال، ۵۷ روز  | Civic Center, Beaumont, Texas, U.S.                                        |                                                                    |
| ۳۳    | Win   | ۳۳–۰  | Joe Murphy Goodwin  | KO  | 2 (10)        | ۲۹ فوریه ۱۹۷۲   | ۲۳ سال، ۵۰ روز  | Municipal Auditorium, آستین (تگزاس), U.S.                                  |                                                                    |
| ۳۲    | Win   | ۳۲–۰  | Luis Faustino Pires | RTD | 4 (10), ۳:۰۰  | ۲۹ اکتبر ۱۹۷۱   | ۲۲ سال، ۲۹۲ روز | Madison Square Garden, New York City, New York, U.S.                       |                                                                    |
| ۳۱    | Win   | ۳۱–۰  | Ollie Wilson        | KO  | 2 (10), ۲:۳۵  | ۷ اکتبر ۱۹۷۱    | ۲۲ سال، ۲۷۰ روز | Municipal Auditorium, سن آنتونیو, Texas, U.S.                              |                                                                    |
| ۳۰    | Win   | ۳۰–۰  | Leroy Caldwell      | KO  | 2 (10), ۱:۵۴  | ۲۱ سپتامبر ۱۹۷۱ | ۲۲ سال، ۲۵۴ روز | بومانت (تگزاس), U.S.                                                       |                                                                    |
| ۲۹    | Win   | ۲۹–۰  | Vic Scott           | KO  | 1 (10)        | ۱۴ سپتامبر ۱۹۷۱ | ۲۲ سال، ۲۴۷ روز | County Coliseum, ال پاسو (تگزاس), U.S.                                     |                                                                    |
| ۲۸    | Win   | ۲۸–۰  | گرگوریو پرالتا      | TKO | 10 (15), ۲:۵۲ | ۱۰ مه ۱۹۷۱      | ۲۲ سال، ۱۲۰ روز | اوراکل آرنا, اوکلند، کالیفرنیا, U.S.                                       | Won vacant NABF heavyweight title                                  |
| ۲۷    | Win   | ۲۷–۰  | Stamford Harris     | KO  | 2 (10), ۲:۵۸  | ۳ آوریل ۱۹۷۱    | ۲۲ سال، ۸۳ روز  | Playboy Club, لیک جنوا، ویسکانسین, U.S.                                    |                                                                    |
| ۲۶    | Win   | ۲۶–۰  | Charlie Boston      | KO  | 1 (10), ۲:۰۱  | ۸ فوریه ۱۹۷۱    | ۲۲ سال، ۲۹ روز  | St. Paul Auditorium, سینت پال، مینه‌سوتا, U.S.                              |                                                                    |
| ۲۵    | Win   | ۲۵–۰  | Mel Turnbow         | TKO | 1 (10), ۲:۵۸  | ۱۸ دسامبر ۱۹۷۰  | ۲۱ سال، ۳۴۲ روز | Center Arena , Seattle, Washington, U.S.                                   |                                                                    |
| ۲۴    | Win   | ۲۴–۰  | بون کرکمن           | TKO | 2 (10), ۰:۴۱  | ۱۸ نوامبر ۱۹۷۰  | ۲۱ سال، ۳۱۲ روز | Madison Square Garden, New York City, New York, U.S.                       |                                                                    |
| ۲۳    | Win   | ۲۳–۰  | Lou Bailey          | TKO | 3 (10), ۱:۵۰  | ۳ نوامبر ۱۹۷۰   | ۲۱ سال، ۲۹۷ روز | State Fairgrounds International Building, اکلاهما سیتی, U.S.               |                                                                    |
| ۲۲    | Win   | ۲۲–۰  | جرج چوالو           | TKO | 3 (10), ۱:۴۱  | ۴ اوت ۱۹۷۰      | ۲۱ سال، ۲۰۶ روز | Madison Square Garden, New York City, New York, U.S.                       |                                                                    |
| ۲۱    | Win   | ۲۱–۰  | Roger Russell       | KO  | 1 (10), ۲:۲۹  | Jul 20, 1970    | ۲۱ سال، ۱۹۱ روز | Spectrum, فیلادلفیا, U.S.                                                  |                                                                    |
| ۲۰    | Win   | ۲۰–۰  | جرج جانسون          | TKO | 7 (10), ۱:۴۱  | ۱۶ مه ۱۹۷۰      | ۲۱ سال، ۱۲۶ روز | The Forum, اینگلوود، کالیفرنیا, U.S.                                       |                                                                    |
| ۱۹    | Win   | ۱۹–۰  | Aaron Eastling      | TKO | 4 (10), ۲:۲۴  | ۲۹ آوریل ۱۹۷۰   | ۲۱ سال، ۱۰۹ روز | Cleveland Arena, کلیولند, U.S.                                             |                                                                    |
| ۱۸    | Win   | ۱۸–۰  | James J. Woody      | TKO | 3 (10), ۰:۳۷  | ۱۷ آوریل ۱۹۷۰   | ۲۱ سال، ۹۷ روز  | تئاتر هولو در مدیسن اسکوئر گاردن, New York City, New York, U.S.            |                                                                    |
| ۱۷    | Win   | ۱۷–۰  | Rufus Brassell      | TKO | 1 (10), ۲:۴۲  | ۳۱ مارس ۱۹۷۰    | ۲۱ سال، ۸۰ روز  | Sam Houston Coliseum, Houston, Texas, U.S.                                 |                                                                    |
| ۱۶    | Win   | ۱۶–۰  | گرگوریو پرالتا      | UD  | ۱۰            | ۱۶ فوریه ۱۹۷۰   | ۲۱ سال، ۳۷ روز  | Madison Square Garden, New York City, New York, U.S.                       |                                                                    |
| ۱۵    | Win   | ۱۵–۰  | جک اوهالوران        | KO  | 5 (10), ۱:۱۰  | ۲۶ ژانویه ۱۹۷۰  | ۲۱ سال، ۱۶ روز  | Madison Square Garden, New York City, New York, U.S.                       |                                                                    |
| ۱۴    | Win   | ۱۴–۰  | Charley Polite      | KO  | 4 (10), ۰:۴۴  | ۶ ژانویه ۱۹۷۰   | ۲۰ سال، ۳۶۱ روز | Sam Houston Coliseum, Houston, Texas, U.S.                                 |                                                                    |
| ۱۳    | Win   | ۱۳–۰  | Gary Hobo Wiler     | TKO | 1 (10)        | ۱۸ دسامبر ۱۹۶۹  | ۲۰ سال، ۳۴۲ روز | Seattle Center Coliseum, Seattle, Washington, U.S.                         |                                                                    |
| ۱۲    | Win   | ۱۲–۰  | Levi Forte          | UD  | ۱۰            | ۱۶ دسامبر ۱۹۶۹  | ۲۰ سال، ۳۴۰ روز | Auditorium, میامی بیچ، فلوریدا, U.S.                                       |                                                                    |
| ۱۱    | Win   | ۱۱–۰  | Bob Hazelton        | TKO | 1 (6), ۱:۲۲   | ۶ دسامبر ۱۹۶۹   | ۲۰ سال، ۳۳۰ روز | وست‌گیت لاس وگاس, وینچستر، نوادا, U.S.                                      |                                                                    |
| ۱۰    | Win   | ۱۰–۰  | Max Martinez        | KO  | 2 (10), ۲:۳۵  | ۱۸ نوامبر ۱۹۶۹  | ۲۰ سال، ۳۱۲ روز | Sam Houston Coliseum, Houston, Texas, U.S.                                 |                                                                    |
| ۹     | Win   | ۹–۰   | Leo Peterson        | KO  | 4 (8), ۱:۰۰   | ۵ نوامبر ۱۹۶۹   | ۲۰ سال، ۲۹۹ روز | اسکرانتون، پنسیلوانیا, U.S.                                                |                                                                    |
| ۸     | Win   | ۸–۰   | Roberto Davila      | UD  | ۸             | ۳۱ اکتبر ۱۹۶۹   | ۲۰ سال، ۲۹۴ روز | Madison Square Garden, New York City, New York, U.S.                       |                                                                    |
| ۷     | Win   | ۷–۰   | Vernon Clay         | TKO | 2 (6), ۰:۳۲   | ۷ اکتبر ۱۹۶۹    | ۲۰ سال، ۲۷۰ روز | Sam Houston Coliseum, Houston, Texas, U.S.                                 |                                                                    |
| ۶     | Win   | ۶–۰   | Roy Wallace         | KO  | 2 (6), ۰:۱۹   | ۲۳ سپتامبر ۱۹۶۹ | ۲۰ سال، ۲۵۶ روز | Sam Houston Coliseum, Houston, Texas, U.S.                                 |                                                                    |
| ۵     | Win   | ۵–۰   | Johnny Carroll      | KO  | 1 (6), ۲:۱۹   | ۱۸ سپتامبر ۱۹۶۹ | ۲۰ سال، ۲۵۱ روز | Center Coliseum, سیاتل, U.S.                                               |                                                                    |
| ۴     | Win   | ۴–۰   | چاک وپنر            | TKO | 3 (10), ۰:۵۴  | ۱۸ اوت ۱۹۶۹     | ۲۰ سال، ۲۲۰ روز | Madison Square Garden, New York City, New York, U.S.                       |                                                                    |
| ۳     | Win   | ۳–۰   | Sylvester Dullaire  | TKO | 1 (6), ۲:۵۹   | Jul 14, 1969    | ۲۰ سال، ۱۸۵ روز | Rosecroft Raceway, آکسان هیل-گلاسمانور، مریلند, U.S.                       |                                                                    |
| ۲     | Win   | ۲–۰   | Fred Askew          | KO  | 1 (6), ۲:۳۰   | Jul 1, 1969     | ۲۰ سال، ۱۷۲ روز | Sam Houston Coliseum, هیوستون, U.S.                                        |                                                                    |
| ۱     | Win   | ۱–۰   | Don Waldhelm        | TKO | 3 (6), ۱:۵۴   | ۲۳ ژوئن ۱۹۶۹    | ۲۰ سال، ۱۶۴ روز | مدیسون اسکوئر گاردن, نیویورک, U.S.                                         |                                                                    |